# Малютін Андрій Миронович
Андрій Миронович Малютін (16 серпня 1906, місто Санкт-Петербург, тепер Російська Федерація — ?, місто Саратов, тепер Російська Федерація) — радянський діяч, журналіст, відповідальний редактор газет «Бакинский рабочий» і «Туркменская искра», 2-й секретар Бакинського міського комітету КП(б) Азербайджану. Депутат Верховної ради Азербайджанської РСР 4-го скликання. Депутат Верховної ради Туркменської РСР 6—7-го скликань. Депутат Верховної ради СРСР 3-го скликання.

## Життєпис
Член ВКП(б).
До жовтня 1945 року — завідувач відділу партійного життя редакції газети «Правда» в Москві. 
З жовтня 1945 по 1947 рік — відповідальний редактор газети «Бакинский рабочий».
У 1947—1950 роках — 2-й секретар Бакинського міського комітету КП(б) Азербайджану.
У 1950 році — завідувач промислового відділу КП(б) Азербайджану.
З 1950 по серпень 1959 року — відповідальний редактор газети «Бакинский рабочий» Азербайджанської РСР.
У вересні 1959 — грудні 1970 року — відповідальний редактор газети «Туркменская искра» Туркменської РСР.
З 25 березня 1963 по 23 грудня 1965 року — член Комітету партійно-державного контролю ЦК КП Туркменістану та РМ Туркменської РСР.
Потім — на пенсії. Помер у місті Саратові.

## Нагороди
- орден Вітчизняної війни ІІ ст.
- орден Трудового Червоного Прапора
- орден Червоної Зірки
- орден «Знак Пошани»
- медалі
- Заслужений працівник культури Туркменської РСР (1969)